# Underground (film, 1941)
Pour les articles homonymes, voir Underground.
Pour plus de détails, voir Fiche technique et Distribution.
Underground est un film américain de 1941, réalisé par Vincent Sherman.

## Synopsis
Pendant la Seconde Guerre mondiale, en Allemagne, deux frères prennent des chemins séparer. L'un fait partie de la résistance (underground) et l'autre est un nazi. Celui-ci va peu à peu douter de son engagement idéologique et rejoindre son frère dans la clandestinité.

## Fiche technique
- Titre : Underground
- Réalisation : Vincent Sherman
- Scénario : Charles Grayson (en), Edwin Justus Mayer et Oliver H.P. Garrett
- Photographie : Sidney Hickox
- Montage : Thomas Pratt
- Musique : Adolph Deutsch et Heinz Roemheld
- Costumes : Damon Giffard
- Production : Bryan Foy, Hal B. Wallis et Jack Warner
- Pays d'origine :  États-Unis
- Genre : Drame, guerre
- Durée : 95 minutes
- Sortie : 28 juin 1941

## Distribution
- Jeffrey Lynn : Kurt Franken
- Philip Dorn : Eric Franken
- Kaaren Verne : Sylvia Helmuth
- Mona Maris : Mlle Gessner
- Martin Kosleck : Colonel Heller
- Peter Whitney : Alex Schumann, membre de l'Underground
- Erwin Kalser : Dr. Albert Franken
- Ilka Grüning : Mme Franken
- Frank Reicher : Professeur Hugo Baumer
- Egon Brecher : Le Directeur de l'Institut de Chimie
- Hans Conried : Herman, membre de l'Underground
- Henry Victor : Agent de la Gestapo
- Glen Cavender : l'homme qui donne à Sylvia son ticket de réclamation pour son bagage (non crédité)
- Roland Varno : Ernst Demmler, membre de l'Underground
- Wolfgang Zilzer : Hoffman